# Église de la Nativité-de-la-Sainte-Vierge de Dugny-sur-Meuse
L'église de-la-Nativité-de-la-Vierge de Dugny-sur-Meuse est un édifice religieux situé à Dugny-sur-Meuse, en France.

## Généralités
L'église est située à Dugny-sur-Meuse, dans le département de la Meuse, en région Grand Est, en France. Elle n'est plus utilisée depuis environ 120 ans.

## Historique
L'église, de la Nativité-de-la-Vierge est édifié à la fin du XIe siècle-début XIIe siècle.
Aux XVe et XVIe siècles, l'église est fortifiée par un double système de défense : Hourd et fenêtres de tir sur la tour carrée,.
Lors de la Grande Guerre, elle est utilisée comme hôpital de campagne. Vouée à la destruction, l'église est sauvée par les services des monuments historiques, qui la classe comme monument historique en 1904. Depuis cette période, un deuxième édifice a été érigé dans le centre du village. Le cimetière entourant l'église est, quant à lui, classé monument historique par arrêté du 12 décembre 1930.

## Architecture
De style romano-rhénan, l'église est de plan basilical à trois nefs séparées par des piliers carrés et terminées chacune, à l'est par une abside. L'abside principale, plus importante que les deux autres, constitue le chœur. Les dimensions intérieures sont de 25 mètres de longueur, sur 14 mètres de largeur et 5 mètres de hauteur sous nef.
Elle est d'architecture romane du XIIe siècle ; la tour est carrée, surmontée d'un hourd. Le clocher est intégré totalement à l'église. Le rez-de-chaussée, voûté d'arêtes, ouvre sur la nef et sur les bas-côtés. L'abside offre des spécimens de l'architecture de cette époque.
Le premier étage comprend une tribune couverte de charpente, à laquelle on accédait par un escalier de bois situé contre le mur ouest du bas-côté nord. Elle communique avec la nef par une large baie formée par trois arcades sous un arc de décharge. Cette forme de baie évoque tout à fait celles du chœur oriental de la cathédrale de Verdun ; c'est grâce à la présence de cette baie que l'on a dit que l'église de Dugny avait été construite très peu de temps après les travaux de l'architecte Garin au chœur oriental de la cathédrale de Verdun ; c'est-à-dire vers 1150.
La nef principale est séparée des bas-côtés par une série d'arcades retombant sur des piles carrés dont les bases sont enterrées. La forte dénivellation que l'on remarque, s'explique par un incendie au XIVe siècle, qui dévasta les toitures. C'est après cet incendie que l'on fit un nouveau dallage par-dessus les décombres, surélevant ainsi tout l'édifice de plus de 60 cm. On couvrit la nef d'une nouvelle charpente, comme la première.
Une abside de vaste dimension fait suite à la partie droite du chœur. Elle est voûtée en cul-de-four, entièrement restaurée après la guerre. Entre les deux baies à gauche, le mur est percé d'une petite lucarne en forme de trèfle à quatre feuilles. Dans l'épaisseur du mur était logé le tabernacle, visible de l'intérieur comme de l'extérieur.
De nombreuses fresques, pour la plupart difficilement identifiables, ainsi qu'une croix de consécration sont visibles sur les murs.

## Galerie

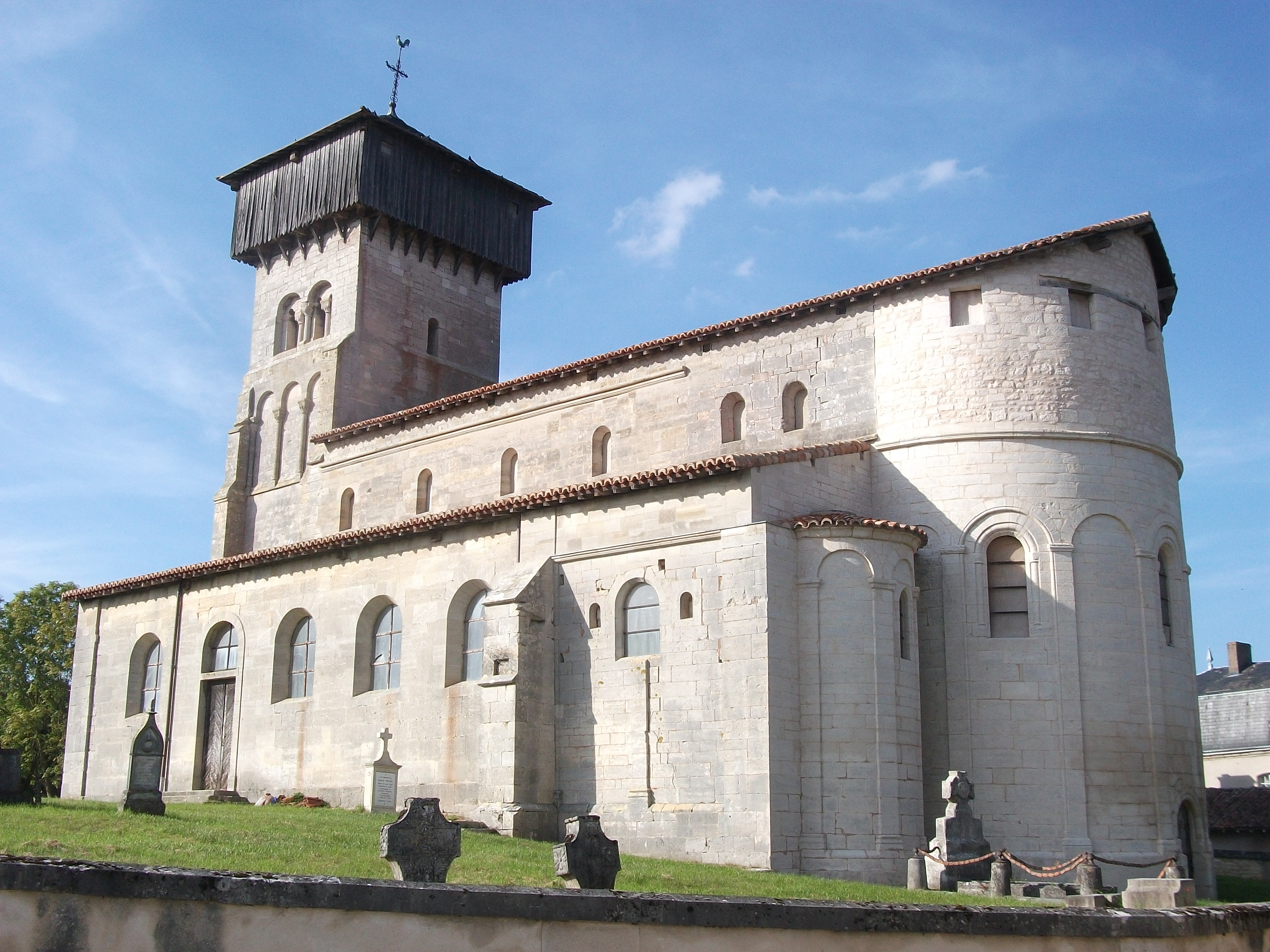
Vue extérieure
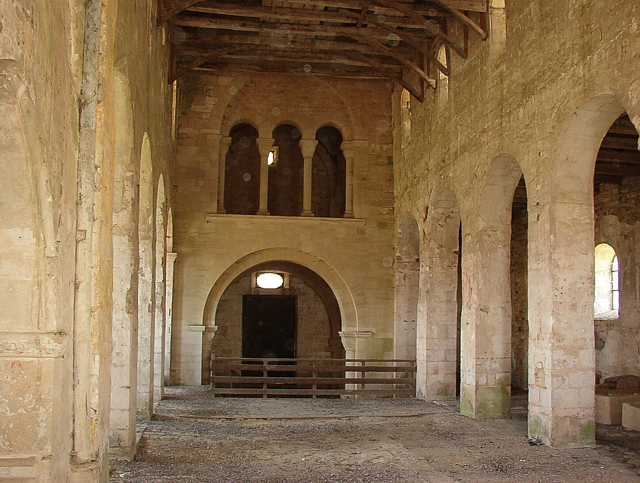
Nef
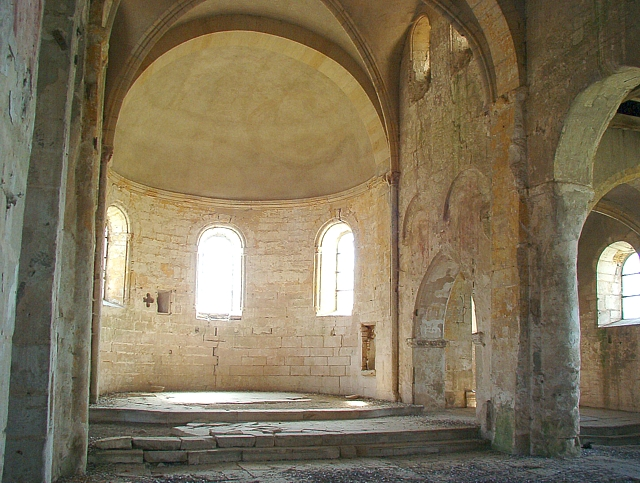
Chœur
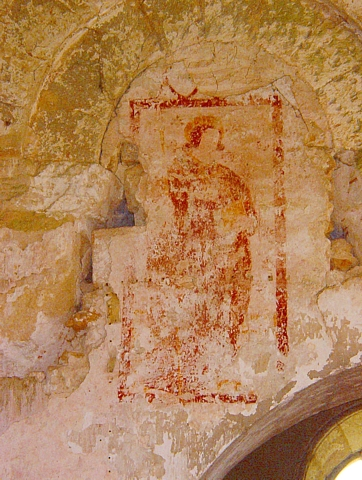
Détail de fresque